# Jesper Rasmussen Brochmand

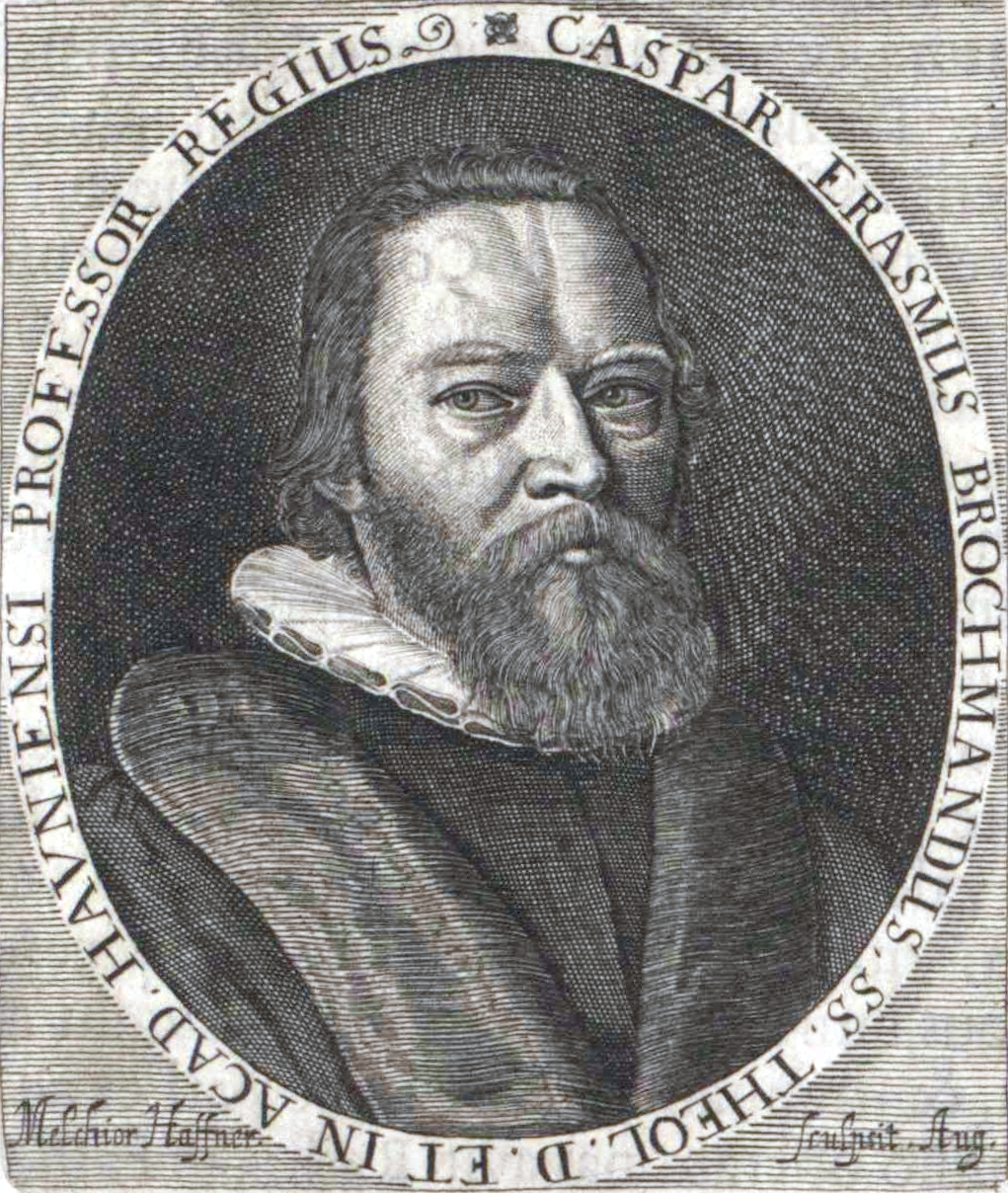
Caspar Erasmus Brochmand, Stich von Melchior Haffner

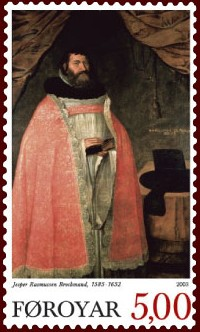
Brochmand auf einer Briefmarke der Postverk Føroya, 2003.

Jesper Rasmussen Brochmand, auch Caspar Erasmus Brochmand (* 5. August 1585 in Køge; † 19. April 1652 in Kopenhagen) war ein dänischer lutherischer Theologe.

## Leben
Brochmand wurde als Sohn des Bürgermeisters Rasmus Sørensen Brochmand (1537–1599) geboren. Nachdem er in der damals berühmten Schule Herlufsholm seine erste Ausbildung erhalten und von 1603 bis 1608 an den Universitäten Leiden und Franeker studiert hatte, stellte ihn 1610 die Universität Kopenhagen als Pädagogikprofessor ein. Drei Jahre darauf übernahm er auch den Unterricht der griechischen Sprache. Als Nachfolger von Hans Poulsen Resen (1561–1638), mit dem er befreundet war, 1615 zum Professor der Theologie aufgestiegen, folgte er diesem 1639 auch im Amt des Bischofs von Roskilde, das er bis zu seinem Tod im Alter von 66 Jahren ausübte. 1617–1620 amtierte er als Lehrer des Kronprinzen Christian, des Sohns des Königs Christian IV., sowie 1623/24 und 1629/30 als Rektor der Universität Kopenhagen.
Brochmand wird zu den wichtigsten Vertretern der lutherischen Orthodoxie gezählt. Er setzte sich nicht nur in Dänemark gegen den Einfluss von Reformierten sowie Jesuiten ein, sondern wirkte mit seinem an der Konkordienformel orientierten Systema auch in Deutschland. Als Bischof führte er die flächendeckende Führung von Kirchenbüchern ein, schaffte den lateinischen Chorgesang ab und begründete die mittwöchlichen Predigten in der Fastenzeit. Seine Hauspostille Sabbati sanctificatio wurde noch im 19. Jahrhundert benutzt.

## Werke
- Controversiarum sacrarum Pars I (1626)
- Controversiarum sacrarum Pars II (1627)
- Controversiarum sacrarum Pars III: Akropolis pontificatus (1628)
- Systema universae theologiae didacticae, polemicae, moralis (zwei Bände; 1633)
- Speciminis scriptorum ecclesiasticorum primi a nato salvatore seculi exercitationes (1633 bis 1638)
- Lychnos logou prophetikou oppositus veritatis pontificiae speculo (1634)
- Sabbati sanctificatio aller Gudelig Betaenkning over alle Evangelier og Epistler paa Sondage og alle hellige Dage (1635 bis 1638)
- Evangelisch Liecht und Recht/ Deß vesten Prophetischen Worts/ das da scheinet in einem duncklen Orth/ [et]c. : Entgegen gestellt Dem genandten Spiegel Päpstischer Warheit (1638)
- Apologiae speculi veritatis confutatio (vier Bände; 1653)